# The Bay

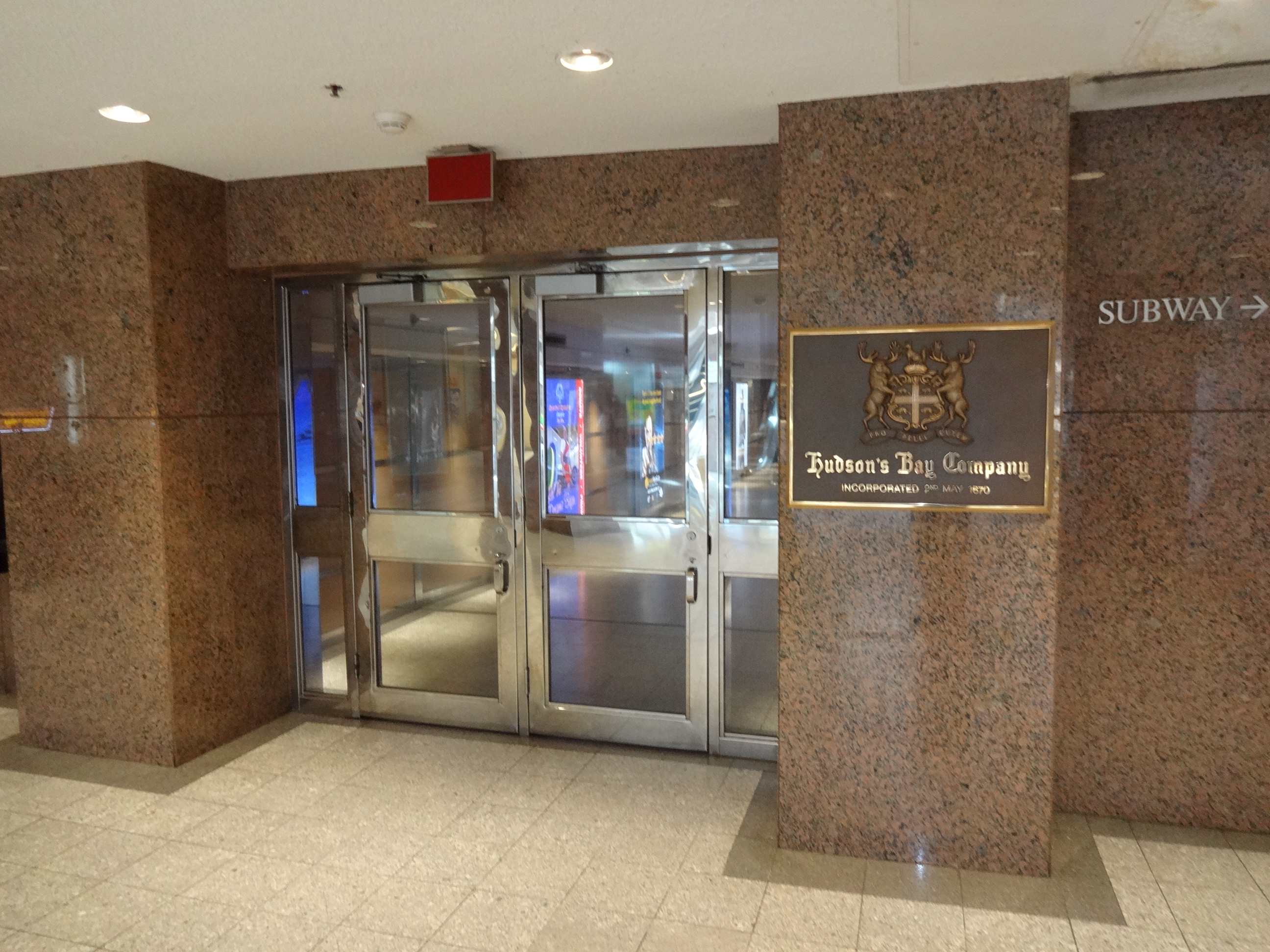
Entrada de uma filial da rede na 176 Yonge Street, Toronto.

The Bay é uma rede de 94 loja de departamentos sediada em Toronto, Canadá.